# ミゲル・アンヘル・デ・ラ・フロール
ミゲル・アンヘル・デ・ラ・フロール（Miguel Ángel de la Flor、1924年 - 2010年1月12日）は、ペルーのランバイエケ県チクラーヨ出身の軍人、政治家。1972年から1976年までペルーの外務大臣を務めた。
| スタブアイコン | サブスタブ | この項目は、まだ閲覧者の調べものの参照としては役立たない、人物に関連した書きかけの項目です。この項目を加筆・訂正などしてくださる協力者を求めています（P:人物伝/PJ:人物伝）。 |